# Die Grauen – Für alle Generationen
Die Grauen – Für alle Generationen (Kurzbezeichnung: Die Grauen) ist eine im Jahr 2017 gegründete deutsche Kleinpartei. Die Grauen – Für alle Generationen sind nicht zu verwechseln mit der 2008 aufgelösten Kleinpartei Die Grauen – Graue Panther und der Partei Graue Panther.

## Inhaltliches Profil
Die Grauen – Für alle Generationen sieht sich in der Tradition der ehemaligen Bewegung Graue Panther. Im Gegensatz zu dieser sieht sich die Partei nicht als Seniorenpartei, sondern verfolgt einen generationenübergreifenden politischen Ansatz, der auch im Namenszusatz „Für alle Generationen“ zum Ausdruck kommen soll. In der Präambel ihres Parteiprogrammes formuliert die Partei ihre Philosophie: „In einer sich immer schneller bewegenden, globalisierten Welt wollen die Grauen die Tatkraft der Jugend mit der Erfahrung der Älteren verbinden, um gemeinsam eine lebenswerte Gesellschaft zu formen.“

### Parteiprogramm
Das im Mai 2017 beschlossene Bundesparteiprogramm umfasst eine breite Palette gesellschaftlicher Bereiche. Die Partei will Bestverdiener höher besteuern und setzt sich dafür ein, dass alle Berufsgruppen, also auch Selbständige, Beamte und Politiker Beiträge zur Sozialversicherung abführen müssen. Dies soll auch für Einkommen aus Vermietung und Verpachtung sowie für Gewinne aus Wertpapiergeschäften gelten. Die Grauen wollen zusätzliche Arbeitsplätze durch die schrittweise Senkung des Renteneintrittsalters auf 60 Jahre und durch die Begrenzung der regelmäßigen Wochenarbeitszeit auf 35 Stunden schaffen. Die Partei möchte die Verflechtung zwischen den politischen Parteien und den Medien aufbrechen, um parteipolitisch unabhängigen Journalismus zu ermöglichen. Ebenso fordert sie eine umfassende Reform der staatlichen Parteienfinanzierung, mit einem Verbot von Firmenspenden an Parteien. Hierdurch soll die Politik wieder unabhängig von wirtschaftlichen Interessen werden und wieder am Menschen orientierte Entscheidungen treffen können.

## Geschichte
Die Grauen – Für alle Generationen wurden am 13. Mai 2017 im Berliner Bezirk Reinickendorf gegründet. Als Initiator gilt der Berliner Michael Schulz, der 2016 als Spitzenkandidat für die Partei Die Grauen – Graue Panther bei der Wahl zum Abgeordnetenhaus von Berlin 2016 angetreten ist und zuvor in der Partei Die Grauen – Generationspartei aktiv war. Schulz verfügt über mehrjährige kommunalpolitische Erfahrung als Bezirksverordneter im Berliner Bezirk Reinickendorf und wurde 2012 aus der Fraktion der Piratenpartei Deutschland ausgeschlossen.
Neben dem Bundesverband wurde am gleichen Tag der Landesverband Berlin, am 12. August 2017 in Hannover der Landesverband Niedersachsen gegründet.

## Wahlteilnahmen
Die Partei nahm mit einer Landesliste in Berlin sowie mit drei Wahlkreiskandidaten an der Bundestagswahl 2017 teil. Bundesweit erhielt sie lediglich 0,02 % der Zweitstimmen. Die Teilnahme an der vorgezogenen Landtagswahl in Niedersachsen im Oktober 2017 scheiterte mangels Unterstützungsunterschriften.
Die Partei nahm außerdem an der Europawahl 2019 teil, wo sie 71.282 Stimmen (0,2 %) erreichte.
Bei der Bundestagswahl 2021 trat die Partei mit einer Landesliste in Berlin an und erreichte 2.368 Erststimmen und 19.443 Zweitstimmen (jeweils 0,0 %). Bei der Wahl zum Abgeordnetenhaus von Berlin 2023 entfielen auf die Landesliste der Partei 0,4 % der Stimmen.

## Parteistruktur
Neben dem Bundesverband bestehen Landesverbände in Berlin, Brandenburg und Niedersachsen.